# Tommaso De Luca
Tommaso De Luca, né le 29 décembre 2004 à Aoste, est un joueur italo-suisse de hockey sur glace. Il joue au poste d'attaquant.

## Biographie

### Jeunesse
Tommaso De Luca découvre le hockey à l'âge de 5 ans, son premier entraîneur est son père. À l'âge de douze ans, il déménage d'Aoste à Martigny et intègre le système junior du HC Red Ice. En 2017, sa famille déménage dans le canton du Tessin, pour le travail de son père. Pour continuer le hockey, il rejoint le HC Ambrì-Piotta.
Lors du repêchage d'importation de la Ligue canadienne de hockey (LCH) en 2022, il est sélectionné en 13e position par les Chiefs de Spokane, évoluant dans la Ligue de hockey de l'Ouest (LHOu). Il rejoint cette équipe en vue de la saison 2022-2023. Il va énormément progresser durant cette année au point d'être classé au 158e rang de la liste des espoirs pouvant être repêché par la Ligue nationale de hockey. Il n'est cependant choisi par aucune des équipes de la LNH.

### En club
Tommaso De Luca dispute son premier match professionnel le 1er mars 2022 avec Ambrì-Piotta face au Genève-Servette HC. Il obtient un temps de glace de sept minutes et trente huit secondes et présente un bilan de -1 dans une défaite 1 à 5.
Après une saison en Amérique du Nord, il revient à Ambrì pour la saison 2023-2024. Lors du premier match, contre le SC Rapperswil-Jona Lakers, il comptabilise une passe. Son premier but est marqué le 27 octobre 2023 face à l'EV Zoug. Le 17 février 2024, il inscrit un triplé face au CP Berne à Berne.

### Carrière internationale
Tommaso De Luca commence à représenter la Suisse dans des matchs amicaux junior. Il effectue une demande de naturalisation pour août 2023 et prévoit de jouer le Championnat du monde junior de 2024 avec la Nati. Il n'a malheureusement pas pris en compte l'année passée aux États-Unis qui ne le rendait pas éligible avec mars 2024. Il se décide finalement pour l'Italie, pour commencer sa carrière internationale le plus rapidement possible.
Le premier tournoi où il joue officiellement est le Championnat du monde junior, dans la Division 1B. Auteur de dix points, il est l'un des éléments principaux de sa formation, l'aidant à se classer au 3e rang. Lors du match du 17 décembre 2023 face à la Pologne, alors qu'il reste quelques minutes, il a un accident contre la bande et se fracture une vertèbre. Les médecins lui prescrivent un arrêt de 6 à 8 semaines, mais avec des entraînements intensifs ciblés, il arrive à revenir au jeu en 4 semaines.
Il participe également au Championnat du monde, Division 1A de 2024, où l'Italie termine au 3e rang.

### Vie privée
Son père, Paolo, est un ancien joueur de hockey. Son frère, Jacopo, joue dans le système junior du Ambrì-Piotta.

## Statistiques

### En club

#### Championnat
| Saison    | Équipe              | Ligue      |                   | Saison régulière  | Saison régulière  | Saison régulière  | Saison régulière  | Saison régulière  |                   | Séries éliminatoires | Séries éliminatoires | Séries éliminatoires | Séries éliminatoires | Séries éliminatoires |
| Saison    | Équipe              | Ligue      | PJ                | B                 | A                 | Pts               | Pun               | PJ                | B                 | A                    | Pts                  | Pun                  |                      |                      |
| 2020-2021 | HC Ambrì-Piotta U20 | U20 Élites | 49                | 15                | 20                | 35                | 40                | -                 | -                 | -                    | -                    | -                    |                      |                      |
| 2021-2022 | HC Ambrì-Piotta U20 | U20 Élites | 43                | 12                | 28                | 40                | 59                | 7                 | 3                 | 4                    | 7                    | 8                    |                      |                      |
| 2021-2022 | HC Ambrì-Piotta     | NL         | 1                 | 0                 | 0                 | 0                 | 0                 | -                 | -                 | -                    | -                    | -                    |                      |                      |
| 2022-2023 | Chiefs de Spokane   | LHOu       | 65                | 16                | 33                | 49                | 50                | -                 | -                 | -                    | -                    | -                    |                      |                      |
| 2023-2024 | HC Ambrì-Piotta U20 | U20 Élites | 0                 | 0                 | 0                 | 0                 | 0                 | 6                 | 3                 | 4                    | 7                    | 4                    |                      |                      |
| 2023-2024 | HC Ambrì-Piotta     | NL         | 41                | 11                | 9                 | 20                | 12                | 4                 | 0                 | 1                    | 1                    | 2                    |                      |                      |
| 2023-2024 | HC Ambrì-Piotta     | NL         | Saison en cours ? | Saison en cours ? | Saison en cours ? | Saison en cours ? | Saison en cours ? | Saison en cours ? | Saison en cours ? | Saison en cours ?    | Saison en cours ?    | Saison en cours ?    |                      |                      |

#### Tournoi
| Saison    | Équipe                       | Compétition |   | PJ | B | A | Pts | Pun |  | Résultat |
| 2016-2017 | Académie de Sports de Leysin | TIHPQ       | 2 | 1  | 0 | 1 | 0   |     |  |          |

### En équipe nationale
| Année | Équipe     | Compétition                 |   | PJ | B | A  | Pts | Pun                        |  | Résultat |
| 2024  | Italie U20 | Championnat du monde junior | 5 | 1  | 9 | 10 | 6   | 3e place de la Division IB |  |          |
| 2024  | Italie     | Championnat du monde        | 5 | 0  | 2 | 2  | 2   | 3e place de la Division IA |  |          |

## Trophées et honneurs personnels

### National League
- Le plus de points marqués par un junior lors de la saison 2023-2024 (20 points).

### Équipe nationale
- Médaillé de Bronze lors du Championnat du monde junior, Division 1B en 2024.
- Joueur ayant comptabiliser le plus d'aides lors du Championnat du monde junior, Division 1B de 2024 (9).
- Médaillé de Bronze lors du Championnat du monde, Division 1A en 2024.